# Кальвете де Эстрелья, Хуан Кристобаль
Хуа́н Кристо́баль Кальве́те де Эстре́лья (исп. Juan Cristóbal Calvete de Estrella; дата рождения неизвестна, Сариньена или Сабадель, Испания — 1593, Саламанка) — испанский гуманист и историк, изящный поэт, служивший при дворе Карла V учителем мальчиков-пажей его сына Филиппа II, позже служил у самого Филиппа. Носил официальный титул «Хронист Индий». Он написал достаточно много работ, из которых сохранилось довольно мало, неизвестных до XIX века. Его перу принадлежит описание основных путешествий испанских первооткрывателей и конкистадоров.

## Биография
Согласно некоторым биографам знаменитого писателя, родился он в промежутке между 1500—1510 годами. Одни авторы местом его рождения называют Сариньенну, другие — Сабадель. В юности он учился в Алькала-де-Энарес со знаменитым испанским гуманистом Эрнаном Нуньесом де Толедо и был учеником Херонимо Суриты. В течение многих лет проживал в городе Саламанке, где обучался в университете классическим языкам, и несомненно прожил там последние годы своей жизни, пока не умер в 1593 году. Похоронен в монастыре Святого Франсиско в Саламанке.

## Произведения
Основное его занятие было — написание Истории Индий. Он написал такие работы:
- De Aphrodisio expugnato, quod vulgo Africam vocant, commentarius (Антверпен, 1551) — написанная на латыни в подражание Юлию Цезарю.
- el Felicísimo viaje del príncipe don Felipe… (Антверпен, 1552)
- De rebus gestis Ferdinandi Cortesii, — неизданное произведение.
- Encomio de Fernando Álvarez de Toledo, duque de Alba, издано в Антверпене, 1557.

Наиболее значительными являются работы о Новом Свете, его труды сравнивали с Историей Тита Ливия:
- De rebus Indicis, посвящённая Филиппу II, состоящая из 20 книг, оставшаяся неизданной.
- Rebelion de Pizarro en el Peru y Vida de D.Pedro Gasca, издано в Мадриде, 1889 — где описывается жизнь губернатора Перу Педро де ла Гаска и восстании Гонсало Писарро.

Кальвете де Эстрелья автор обширной работы по географии:
- El felicissimo viaje del muy alto y muy poderoso Príncipe don Phelippe, hijo del emperador don Carlos Quinto Máximo, desde España a sus tierras de la baxa Alemana: con la descripción de todos los Estados de Brabante y Flandes (Антверпен, M. Nucio, 1552) — переиздано в 1930 году (издательство la Sociedad de Bibliófilos Españoles) и переведённое на французский язык (1876).

Также после него остались некоторые письма научного содержания, несколько латинских стихов и религиозных поэм. Он посвятил стихи Гарсиласо, открывающие книгу las Anotaciones de El Brocense, а также Эрнандо де Акунья, Рамирес де Аро, Хуан Браво и Антич де Рока.